# نقطه ریزش
نقطه ریزش یک مایع پایین‌ترین دمایی است که در آن مایع تحت شرایط تعیین شده روان و جاری می گردد. نقطه ریزش نشانگر پایین‌ترین دمایی است که در آن روغن به سهولت قابل پمپ کردن باشد. به‌طور کلی نقطه ریزش بالا در نفت خام با میزان بالای پارافین موجود در آن مرتبط است؛ و نوعاً در نفت خام‌هایی که از مقادیر زیادی از مواد گیاهی مشتق می‌شوند یافت می‌شود. این نوع از نفت خام به‌طور کلی از کروژن نوع دوم مشتق می‌شوند.
در ضمن، نقطه ریزش را می‌توان کمترین دمایی نامید که در آن مایع، خصوصاً یک روان‌کننده، جاری و روان می گردد.

## اندازه‌گیری نقطه ریزش فراورده‌های نفتی
جهت کاهش دما، نمونه را درون یک ظرف سردکننده قرار می دهند تا کریستال‌های پارافین جامد تشکیل شوند. در ۹ درجه سانتی گراد بالاتر از نقطه ریزش مورد نظر، و هر ۳ درجه ی پیاپی، شیشه ی آزمایشگاهی را از ظرف سردکننده خارج، و آن را کج می‌کنند تا حرکت سطح مایع در آن را بررسی کنند. اگر در هنگام کج کردن سطح مایع جاری نشد، شیشه آزمایشگاهی را به مدت ۵ ثانیه به صورت افقی نگه می دارند. اگر جاری نشد ۳ درجه به دمای متناظر اضافه می‌کنند و نتیجه دمای نقطه ریزش خواهد بود.
در ضمن توجه به این نکته ضروری است که عدم جاری شدن در نقطه ریزش ممکن است به دلیل تأثیرات ویسکوزیته یا سابقه ی دمایی پیشین نمونه نیز باشد. بنابراین نقطه ریزش ممکن است دید گمراه‌کننده‌ای از ویژگی‌های بررسی‌کننده ی ماده ی نفتی بدهد. شاید نیاز باشد که تست سیالیت و تست قابلیت پمپ شدن، به صورت جداگانه انجام شود. با مشاهده ی تمام نقطه ریزش‌های به دست آمده می‌توان به یک محدوده تقریبی از نقطه ریزش رسید.

## اندازه‌گیری نقطه ریزش نفت خام
نقطه ریزش، یک روزنه ی دمایی تقریبی که به سابقه ی دمایی آن وابسته است را در اختیار ما قرار می‌دهد. در این بازه ی دمایی، نمونه ممکن است جامد یا مایع به نظر برسد. این مسئله به این دلیل است که کریستال‌های پارافین، هنگامی که طی ۲۴ ساعت پیشین گرم شده‌اند با سهولت بیشتری تشکیل می‌شوند و این به ایجاد نقطه ریزش پایین‌تر کمک می‌کند.
نقطه ریزش فوقانی با ریختن مستقیم نمونه ی مورد آزمایش درون شیشه ی آزمایشگاهی اندازه‌گیری می‌شود. سپس با همان روش معمول خنک شده و نقطه ریزش آن بررسی می گردد.
روش اندازه‌گیری نقطه ریزش تحتانی بدین شکل است که ابتدا نمونه را درون یک مخزن تحت فشار استیل ضد زنگ ریخته، سپس درب مخزن را محکم بسته و تا دمای بالاتر از ۱۰۰ درجه درون یک حمام روغن حرارت می دهند. پس از یک زمان مشخص، مخزن را خارج و برای مدت کوتاهی سرد می‌کنند. سپس نمونه را درون یک شیشه آزمایشگاهی ریخته و درب شیشه را در حالی که دماسنج بدان متصل است با چوب پنبه می بندند. سپس نمونه را سرد کرده و با همان روش معمول نقطه ریزش را بررسی می‌کنند.